# Ksar El Ferch
Ksar El Ferch est un ksar de Tunisie situé dans le gouvernorat de Tataouine.

## Localisation
Le ksar est situé dans la plaine du Ferch, une région favorable à l'agriculture. Le mausolée de Sidi Abdelkader se trouve à proximité.

## Histoire
La date de fondation du ksar est incertaine : Kamel Laroussi avance la date de 1900 alors que Youssef Moumni évoque les années 1920. D'autres hypothèses évoquent une date plus ancienne, comme le XVIIe siècle.
Le 10 janvier 2020, le gouvernement tunisien propose le site pour un futur classement sur la liste du patrimoine mondial de l'Unesco.

## Aménagement
Le ksar, de forme trapézoïdale (230 mètres sur 250), compte près de 280 ghorfas réparties pour la plupart sur un étages, avec 72 ghorfas sur deux étages. Laroussi évoque 480 ghorfas en 2004.
Le complexe est fermé par une porte restaurée en 2005. Une huilerie, un puits et une mosquée s'y trouvent.
Si une partie est restaurée, la majorité du bâti est abandonnée, Marinella Arena et Paola Riffa évoquant quelques ghorfas effondrées en 2007 et d'autres présentant des lésions structurelles graves.

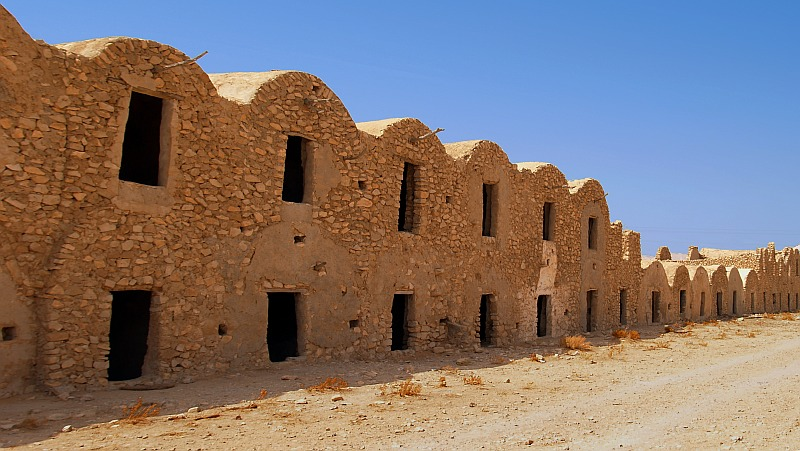
Partie abandonnée du ksar.
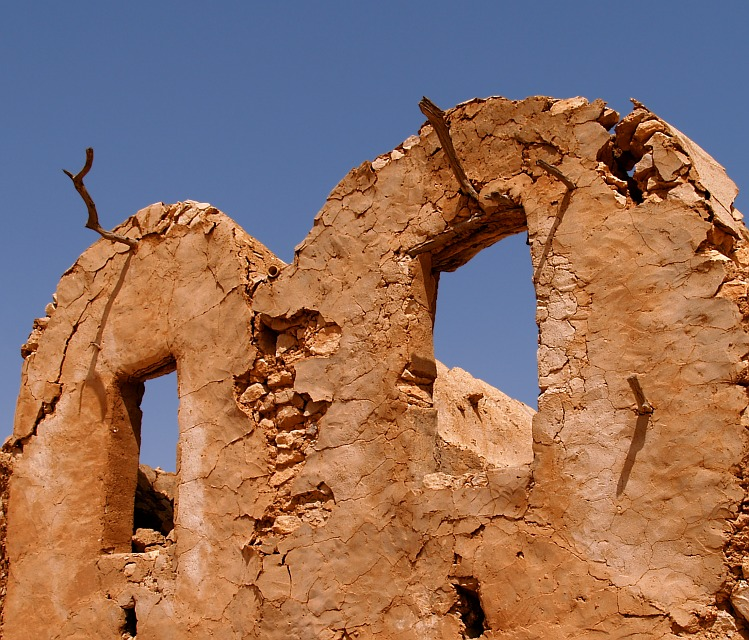
Ghorfa effondrée.
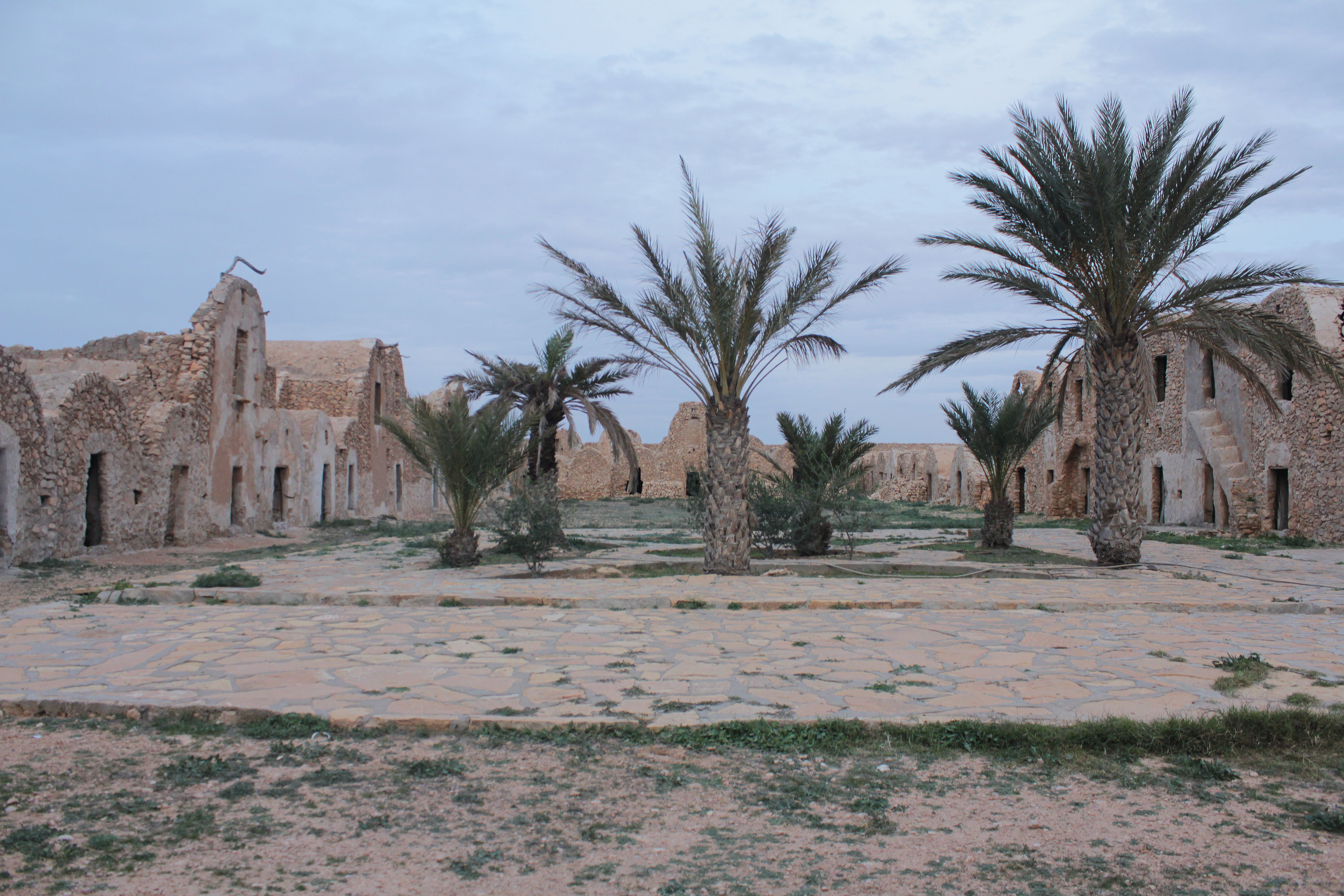
Espace aménagé en jardin.

## Utilisation

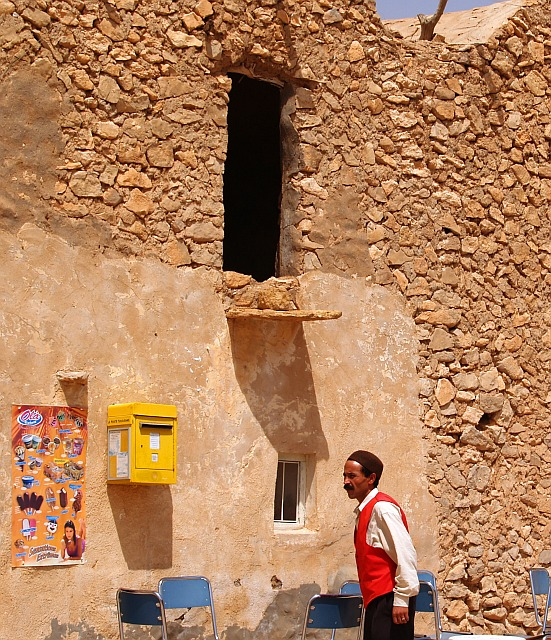
Terrasse du café en 2005.

Un usage touristique est en place depuis 1996 dans trois ghorfas, avec un café et une boutique de produits artisanaux et souvenirs.